# Kiliann Sildillia
Kiliann Eric Sildillia (Montigny-lès-Metz, 16 de maio de 2002) é um futebolista francês que atua como lateral-direito. Atualmente joga pelo PSV Eindhoven.

## Carreira
Sildillia é um graduado da academia de jovens do Metz. Em 26 de junho de 2020, o clube da Bundesliga SC Freiburg anunciou a contratação de Sildillia em um contrato de três anos. Ele fez sua estreia profissional pelo time reserva do clube em 13 de agosto de 2021 em uma derrota por 5–2 na liga contra o Borussia Dortmund II.

## Títulos
PSV Eindhoven
- Supercopa dos Países Baixos: 2025[4]

França sub-23
- Jogos Olímpicos: 2024 (medalha de prata)